# 毛蕊三角车
毛蕊三角车（学名：Rinorea erianthera）为堇菜科三角车属下的一个种。

## 扩展阅读
- 維基物種上的相關：毛蕊三角车